# Berliet F
Der Berliet F, war ein seit 1903 gebautes Fahrzeugchassis von Berliet in Lyon, das ohne Karosserie angeboten wurde. Je nach effektiver Motorleistung wurden die Fahrzeuge auch als Berliet 20HP oder Berliet 24HP bezeichnet.

## Geschichte und Technik
Das Fahrzeug erhielt seine allgemeine Betriebserlaubnis durch den örtlich und sachlich zuständigen Inspecteur des Mines im Mai 1903. Das Ende der Produktion ist den Akten von Berliet nicht zu entnehmen, dürfte aber etwa ab 1905 (oder später?) zu suchen sein, da ab diesem Jahr neuere Fahrzeuge mit vergleichbaren Daten produziert wurden.
Der Motor war vorn eingebaut. Das Getriebe hatte vier Vorwärtsgänge und einen Rückwärtsgang. Die Antriebskraft wurde über Ketten an die Hinterachse übertragen. Die mit Seilzug betätigte Fußbremse wirkte auf die Hinterräder. Das Fahrzeug hatte Rechtslenkung.

## Varianten
Vom Berliet F gab es zwei Varianten, deren technische Daten der folgenden Übersicht zu entnehmen sind. Publikationen, die alle bei Berliet gebauten Typen mit ihren Varianten abhandeln, gibt es bislang nicht. Die technischen Daten wurden im Wesentlichen den Anträgen von Berliet auf Erteilung einer allgemeinen Betriebserlaubnis an die zuständige Behörde (Ingenieur des mines) entnommen. Diese Anträge sind alle erhalten und in der Fondation Berliet in Lyon einsehbar und durchnummeriert.
| Typ | Zylinder | Bohrung | Hub | Hubraum | Steuerleistung | Motorleistung | andere       |
|     | Zahl     | mm      | mm  | cm³     | CV fisc.       | CV reelles    | Bezeichnung  |
| --- | -------- | ------- | --- | ------- | -------------- | ------------- | ------------ |
| F   | 4        | 100     | 120 | 3770    | 16 HP          | 20 PS         | Berliet 20HP |
| F   | 4        | 120     | 140 | 6333    | 18 HP          | 24 PS         | Berliet 24HP |